# Guvernul Republicii Cehe

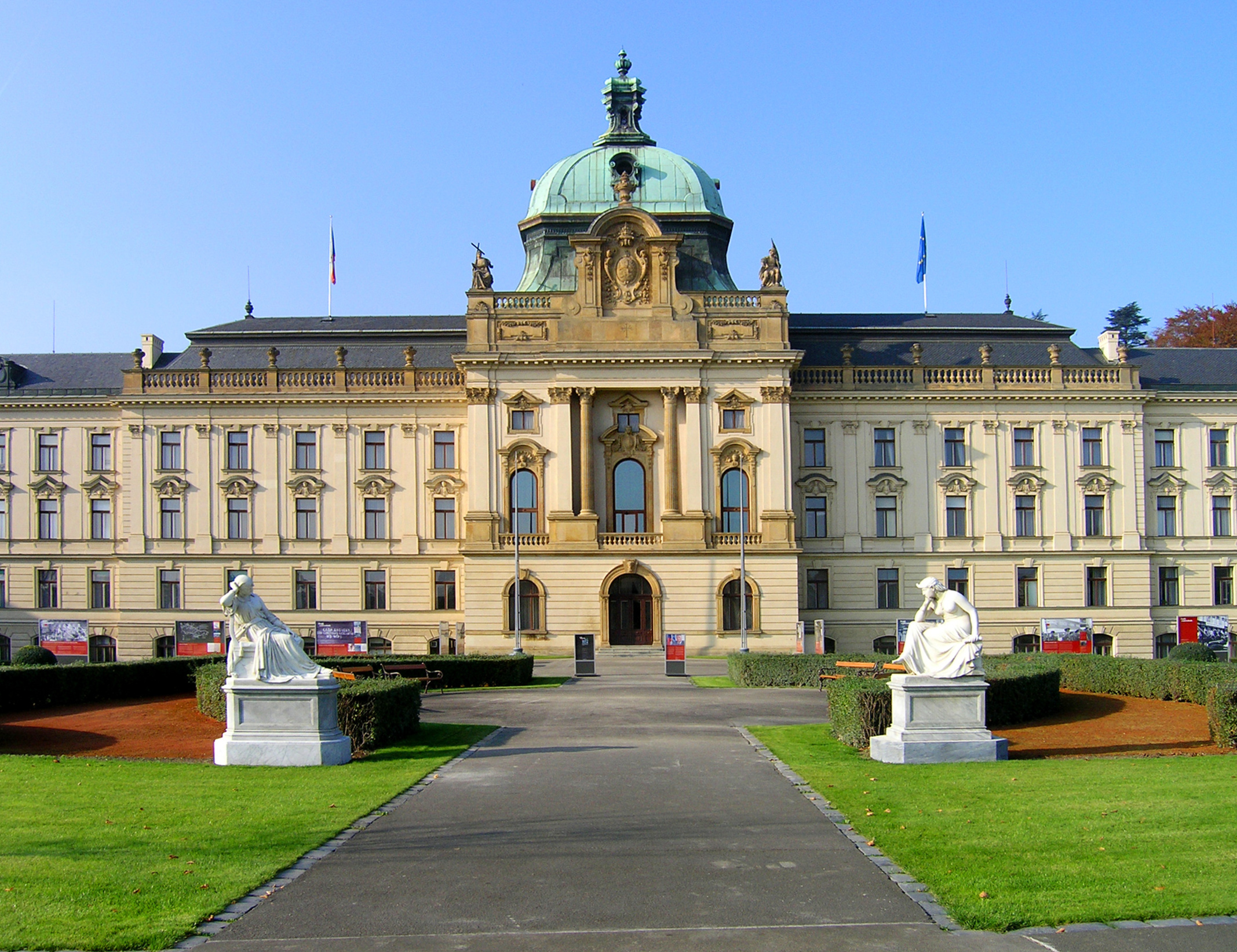
Clădirea Academiei Straka

Guvernul Republicii Cehe (în cehă Vláda České republiky) exercită puterea executivă în Republica Cehă. Membrii guvernului sunt Primul Ministru al Republicii Cehe (Președintele Guvernului), viceprim-ministrul și alți miniștri. Guvernul Cehiei își are temeiul juridic în Constituția Republicii Cehe (al treilea capitol al Constituției, articolele 67 - 80).
Biroul Guvernului Republicii Cehe este situat în clădirea Academiei Straka din Orașul Mic din Praga.

## Prezentare generală
Guvernul este condus de prim-ministru, care selectează toți miniștrii rămași la îndemână. Guvernul Republicii Cehe este responsabil în fața Camerei Deputaților din Republica Cehă.
Prim-ministrul este numit de președintele Republicii Cehe. Guvernul este întotdeauna numit după demisia sau demiterea guvernului precedent. Guvernul desemnat trebuie apoi să ceară Camerei Deputaților un vot de încredere în termen de treizeci de zile. Dacă Camera Deputaților nu își exprimă încrederea în guvern, președintele numește un nou prim-ministru și, la propunerea acestuia, noi membri ai guvernului. Dacă și acest guvern nou numit nu reușește să primească încrederea Camerei Deputaților, Președintele este obligat să numească un alt prim-ministru la propunerea Președintelui Camerei Deputaților. În cazul în care guvernul primului-ministru astfel numit nu primește vot de încredere, Președintele poate dizolva Camera Deputaților. Pe durata mandatului guvernului, președintele numește un nou membru al guvernului la propunerea prim-ministrului. De asemenea, Președintele, la propunerea primului-ministru, încredințează membrilor Guvernului conducerea ministerelor sau a altor funcții.
Guvernul poate demisiona oricând. După alegerile pentru Camera Deputaților sau după ce Camera Deputaților și-a exprimat neîncrederea în aceasta sau nu și-a exprimat încrederea în aceasta, guvernul trebuie să demisioneze. Orice membru al guvernului își poate prezenta demisia Președintelui Republicii; o face prin intermediul primului ministru. Este la latitudinea Președintelui să decidă dacă acceptă sau nu această demisie.

## Guvernul Fiala
Prim-ministrul din decembrie 2021 este Petr Fiala. Actualul guvern, care a depus jurământul la 17 decembrie 2021, este al 16-lea de la dizolvarea Cehoslovaciei în 1993. Are 17 membri și un prim-ministru. 6 membri sunt de la ODS, 5 de la STAN, 3 de la KDU-ČSL, 2 de la TOP 09 și 1 independent. Camera Deputaților, în care cabinetul a avut o majoritate de 108 locuri la începutul perioadei electorale din octombrie 2021, și-a exprimat încrederea în guvern la 13 ianuarie 2022, cu un vot de 106:87. Președintele Republicii, Miloš Zeman, a numit guvernul lui Petr Fiala la 17 decembrie 2021, în urma alegerilor din octombrie. În cadrul reconstrucției cabinetului, au fost desființate funcțiile de viceprim-ministru pentru digitalizare și ministru al legislației.